# Patrik Eliáš
Pour les articles homonymes, voir Elias.
Patrik Eliáš   (né le 13 avril 1976 à Třebíč en Tchécoslovaquie aujourd'hui ville de République tchèque) est un joueur de hockey sur glace professionnel retraité de la Ligue nationale de hockey.

## Carrière

### Carrière en club
Eliáš commence sa carrière professionnelle en jouant pour le club de Poldi SONP Kladno lors de la dernière saison du championnat tchécoslovaque en 1992-93, il est alors âgé de 16 ans.
En 1994, il est repêché par les Devils du New Jersey lors du repêchage d'entrée dans la Ligue nationale de hockey à la 51e position. Il fait encore une saison avec le Kladno avant de rejoindre l'Amérique du Nord et les Devils. Il remporte la Coupe Stanley à deux reprises, en 2000 et en 2003 et il connaît sa meilleure saison dans la LNH en 2000-2001 alors qu'il a récolté un total de 96 points.
Au cours du lock-out 2004-2005 de la LNH, il retourne jouer dans son pays puis finit la saison en Russie avec le club du Metallourg Magnitogorsk où il attrape l'hépatite A. À son retour en Amérique du Nord, il ne pourra jouer que 40 matchs avant la fin de la 2005-2006, mais il permet tout de même à son équipe d'accéder aux séries éliminatoires.
Le 1er juillet 2006, alors qu'il est agent libre, Eliáš refuse les offres de plusieurs franchises[réf. nécessaire] et signe une prolongation de contrat de 7 ans (pour 42 millions de dollars) avec les Devils du New Jersey.
Au début de la saison 2006-2007, il devient le septième capitaine de l'histoire des Devils et prend la succession de Scott Stevens. L'année suivante, n'ayant pas le leadership de Jamie Langenbrunner selon l'entraîneur Sutter, il lui cède sa place. En 2009, il remporte la Crosse d'Or - Zlatá hokejka - en tant que meilleur joueur tchèque de hockey au monde. Il devance Jaromír Jágr de 71 points,.

### Carrière internationale
Il représente la République tchèque lors des compétitions suivantes :
- Championnat d'Europe junior
  - 1994 : est sélectionné dans l'équipe type du tournoi
- Championnat du monde
  -  Médaille de bronze : 1998
- Coupe du monde de hockey
  - 2004
- Jeux olympiques d'hiver
  - 2002 à Salt Lake City aux États-Unis
  - 2006 à Turin en Italie. Il gagne également la médaille de bronze même s'il ne joue qu'un seul match du tournoi pour cause de blessure.

## Statistiques

### Statistiques en club
| Saison     | Équipe                      | Ligue          |       | Saison régulière | Saison régulière | Saison régulière | Saison régulière | Saison régulière |    | Séries éliminatoires | Séries éliminatoires | Séries éliminatoires | Séries éliminatoires | Séries éliminatoires |
| Saison     | Équipe                      | Ligue          | PJ    | B                | A                | Pts              | Pun              | PJ               | B  | A                    | Pts                  | Pun                  |                      |                      |
| 1992-1993  | Poldi SONP Kladno           | Extraliga tch. | 2     | 0                | 0                | 0                | 0                | -                | -  | -                    | -                    | -                    |                      |                      |
| 1993-1994  | Poldi SONP Kladno           | Extraliga      | 27    | 3                | 4                | 7                | 0                | -                | -  | -                    | -                    | -                    |                      |                      |
| 1994-1995  | Poldi SONP Kladno           | Extraliga      | 35    | 5                | 5                | 10               | 0                | -                | -  | -                    | -                    | -                    |                      |                      |
| 1995-1996  | River Rats d'Albany         | LAH            | 74    | 27               | 36               | 63               | 83               | 4                | 1  | 1                    | 2                    | 2                    |                      |                      |
| 1995-1996  | Devils du New Jersey        | LNH            | 1     | 0                | 0                | 0                | 0                | -                | -  | -                    | -                    | -                    |                      |                      |
| 1996-1997  | River Rats d'Albany         | LAH            | 57    | 24               | 43               | 67               | 76               | 6                | 1  | 2                    | 3                    | 8                    |                      |                      |
| 1996-1997  | Devils du New Jersey        | LNH            | 17    | 2                | 3                | 5                | 2                | 8                | 2  | 3                    | 5                    | 4                    |                      |                      |
| 1997-1998  | River Rats d'Albany         | LAH            | 3     | 3                | 0                | 3                | 2                | -                | -  | -                    | -                    | -                    |                      |                      |
| 1997-1998  | Devils du New Jersey        | LNH            | 74    | 18               | 19               | 37               | 28               | 4                | 0  | 1                    | 1                    | 0                    |                      |                      |
| 1998-1999  | Devils du New Jersey        | LNH            | 74    | 17               | 33               | 50               | 34               | 7                | 0  | 5                    | 5                    | 6                    |                      |                      |
| 1999-2000  | Devils du New Jersey        | LNH            | 72    | 35               | 37               | 72               | 58               | 23               | 7  | 13                   | 20                   | 9                    |                      |                      |
| 1999-2000  | HC IPB Pojišťovna Pardubice | Extraliga      | 5     | 1                | 4                | 5                | 31               | -                | -  | -                    | -                    | -                    |                      |                      |
| 1999-2000  | SK Horácká Slavia Třebíč    | 1.liga         | 2     | 2                | 1                | 3                | 18               | -                | -  | -                    | -                    | -                    |                      |                      |
| 2000-2001  | Devils du New Jersey        | LNH            | 82    | 40               | 56               | 96               | 51               | 25               | 9  | 14                   | 23                   | 10                   |                      |                      |
| 2001-2002  | Devils du New Jersey        | LNH            | 75    | 29               | 32               | 61               | 36               | 6                | 2  | 4                    | 6                    | 6                    |                      |                      |
| 2002-2003  | Devils du New Jersey        | LNH            | 81    | 28               | 29               | 57               | 22               | 24               | 5  | 8                    | 13                   | 26                   |                      |                      |
| 2003-2004  | Devils du New Jersey        | LNH            | 82    | 38               | 43               | 81               | 44               | 5                | 3  | 2                    | 5                    | 2                    |                      |                      |
| 2004-2005  | HC JME Znojemští Orli       | Extraliga      | 28    | 8                | 20               | 28               | 65               | -                | -  | -                    | -                    | -                    |                      |                      |
| 2004-2005  | Metallourg Magnitogorsk     | Superliga      | 17    | 5                | 9                | 14               | 30               | -                | -  | -                    | -                    | -                    |                      |                      |
| 2005-2006  | Devils du New Jersey        | LNH            | 38    | 16               | 29               | 45               | 20               | 9                | 6  | 10                   | 16                   | 4                    |                      |                      |
| 2006-2007  | Devils du New Jersey        | LNH            | 75    | 21               | 48               | 69               | 38               | 10               | 1  | 9                    | 10                   | 4                    |                      |                      |
| 2007-2008  | Devils du New Jersey        | LNH            | 74    | 20               | 35               | 55               | 38               | 5                | 4  | 2                    | 6                    | 4                    |                      |                      |
| 2008-2009  | Devils du New Jersey        | LNH            | 77    | 31               | 47               | 78               | 32               | 7                | 1  | 2                    | 3                    | 2                    |                      |                      |
| 2009-2010  | Devils du New Jersey        | LNH            | 58    | 19               | 29               | 48               | 40               | 5                | 0  | 4                    | 4                    | 2                    |                      |                      |
| 2010-2011  | Devils du New Jersey        | LNH            | 81    | 21               | 41               | 62               | 16               | -                | -  | -                    | -                    | -                    |                      |                      |
| 2011-2012  | Devils du New Jersey        | LNH            | 81    | 26               | 52               | 78               | 16               | 24               | 5  | 3                    | 8                    | 10                   |                      |                      |
| 2012-2013  | Devils du New Jersey        | LNH            | 48    | 14               | 22               | 36               | 22               | -                | -  | -                    | -                    | -                    |                      |                      |
| 2013-2014  | Devils du New Jersey        | LNH            | 65    | 18               | 35               | 53               | 30               | -                | -  | -                    | -                    | -                    |                      |                      |
| 2014-2015  | Devils du New Jersey        | LNH            | 69    | 13               | 21               | 34               | 12               | -                | -  | -                    | -                    | -                    |                      |                      |
| 2015-2016  | Devils du New Jersey        | LNH            | 16    | 2                | 6                | 8                | 10               | -                | -  | -                    | -                    | -                    |                      |                      |
| Totaux LNH | Totaux LNH                  | Totaux LNH     | 1 240 | 408              | 617              | 1025             | 549              | 162              | 45 | 80                   | 125                  | 89                   |                      |                      |

## Honneurs et trophées personnels
- Ligue nationale de hockey
  - Sélectionné dans l'équipe type des recrues de 1997-1998
  - 1999-2000
    - sélectionné pour jouer le 51e Match des étoiles
    - Champion de la Coupe Stanley

  - 2000-2001
    - Trophée plus-moins avec Joe Sakic (+45)
    - Sélectionné dans l'équipe type de la saison

  - 2003
    - sélectionné pour jouer le 53e Match des étoiles
    - Champion de la Coupe Stanley

Il est également le seul joueur à avoir bénéficié à deux reprises d'un tir de fusillade au cours de prolongation (il a manqué les deux tirs).
- Devils du New Jersey
  - Plus grand nombre de points en une saison : 96 en 2000-2001
  - Plus grand nombre de points au cours des séries : 23 en 2000-01
  - Joueur avec les meilleurs statistiques des séries de l'histoire de la franchise : 45 buts, 80 passes décisives et 125 points.
  - Capitaine de l'équipe durant la saison 2006-2007.
- International
  - Zlatá hokejka — Crosse d'Or tchèque en 2009